# Maculonaclia
Maculonaclia is een geslacht van vlinders van de familie spinneruilen (Erebidae).

## Soorten
- M. agatha (Oberthür, 1893)
- M. altitudina Griveaud, 1964
- M. ankasoka Griveaud, 1964
- M. bicolor (Rothschild, 1911)
- M. bicolorata Griveaud, 1967
- M. brevipenis Griveaud, 1964
- M. buntzae Griveaud, 1964
- M. delicata Griveaud, 1964
- M. dentata Griveaud, 1964
- M. douquettae Griveaud, 1973
- M. elongata Griveaud, 1964
- M. flamea Griveaud, 1967
- M. florida (de Joannis, 1906)
- M. griveaudi Viette, 1987
- M. grjebinei Griveaud, 1964
- M. itsikiorya Griveaud, 1969
- M. lambertoni Griveaud, 1964
- M. leopardina (Rothschild, 1911)
- M. lokoba Griveaud, 1964
- M. luctuosa Oberthür, 1911
- M. marietta Oberthür, 1909
- M. matsabory Griveaud, 1967
- M. matsobory Griveaud, 1966
- M. minuscula Griveaud, 1973
- M. muscella (Mabille, 1884)
- M. nigrita Griveaud, 1964
- M. obliqua Griveaud, 1964
- M. obscura Griveaud, 1967
- M. parvifenestrata Griveaud, 1964
- M. petrusia Griveaud, 1967
- M. sanctamaria Griveaud, 1964
- M. tampoketsya Griveaud, 1969
- M. tenera (Mabille, 1879)
- M. truncata Griveaud, 1964
- M. viettei Griveaud, 1964